# Diclorooctilisotiazolinona
Diclorooctilisotiazolinona, DCOIT ou DCOI, é um composto orgânico da classe das isotiazolinonas utilizado como biocida. 
O DCOIT tem atraído a atenção como composto anti-incrustante. É um substituto para compostos organoestânicos que foram amplamente proibidos por causarem danos ambientais. O DCOIT, no entanto, é em si controverso.

## Composição
É um composto com a fórmula SC(Cl)=C(Cl)C(O)NC7H15. É uma isotiazolinona, uma classe de compostos heterocíclicos utilizados como biocidas. 

## Uso como anti-incrustante
O DCOIT é o ingrediente biocida dos produtos anti-incrustantes Sea Nine 211TM ou KathlonTM 910 SB, entre outros produtos comerciais, que se destaca como um dos agentes anti-incrustantes mais utilizados em topcoats marítimos.

## Segurança
Este composto orgânico tem sido considerado ambientalmente seguro pela USEPA, devido à sua meia-vida reduzida. Entretanto, a Agência Europeia de Produtos Químicos (ECHA) aponta esta substância como fatal se inalada, causa queimaduras graves na pele e lesões oculares, é muito tóxica para a vida aquática, é muito tóxica para a vida aquática com efeitos duradouros, é nocivo se ingerido, causa lesões oculares graves e pode causar uma reação alérgica na pele.
As isotiazolinonas são altamente bioativas e têm atraído o escrutínio por causarem dermatite de contato.